# Cmentarz parafialny w Brzeźnie
Cmentarz parafialny w Brzeźnie – nieczynny, zdewastowany cmentarz rzymskokatolickiej parafii przy kościele pw. św. Antoniego Padewskiego w Gdańsku, w dzielnicy Brzeźno. Zostało pochowanych na nim prawie 900 osób, od 1922 do 1948 roku.

## Historia
Położony przy al. gen. Józefa Hallera (dawniej: Ostseestraße), powstał na podstawie pozwolenia Senatu Wolnego Miasta Gdańska z dnia 31 października 1923. Był przeznaczony na potrzeby parafii i został zbudowywany przy aktywnym udziale jej członków. Od roku 1927 posiadał kaplicę. Po walkach sowiecko-niemieckich 25 marca 1945 roku kaplica pozostała częściowo uszkodzona, a ogrodzenie rozkradzione.
Oficjalnie cmentarz zamknięto w listopadzie 1946 roku, choć pochówki odbywały się do lat pięćdziesiątych. Od tego czasu postępuje dewastacja cmentarza. Na mocy decyzji wojewody w połowie lat 70. cmentarz odebrano parafii i stał się własnością miasta Gdańska. W 1986 roku prawo do wieczystej dzierżawy wykupiła Stocznia Północna, a w latach 90. sprzedała prawa do terenu przedsiębiorcy, który chciał tu zbudować hotel. Prace budowlane zostały jednak wstrzymane, z powodu obowiązku wykonania ekshumacji i usunięcia wcześniej szczątków. Parafia wystąpiła do miasta o zwrot terenu, by przywrócić mu pierwotną funkcję, jednak cmentarz nie może tu funkcjonować ze względów sanitarnych, ponieważ w pobliżu znajduje się ujęcie wody Zaspa.
Teren wpisany do gminnej ewidencji zabytków.